# Sielsowiet Zadrouje
Sielsowiet Zadrouje (biał. Задроўеўскі сельсавет, ros. Задровьевский сельсовет) – sielsowiet na Białorusi, w obwodzie witebskim, w rejonie orszańskim, z siedzibą w Zadrouju.

## Demografia
Według spisu z 2009 sielsowiet Zadrouje zamieszkiwało 854 osób, w tym 812 Białorusinów (95,08%), 36 Rosjan (4,22%) i 6 Ukraińców (0,70%).

## Geografia i transport
Sielsowiet położony jest na Wysoczyźnie Orszańskiej, części Grzędy Białoruskiej, w zachodniej części rejonu orszańskiego i na zachód od stolicy rejonu Orszy.
Przez sielsowiet przebiegają droga magistralna M1, droga republikańska R15 oraz linia kolejowa Moskwa – Mińsk – Brześć.

## Miejscowości
- wsie:
  - Chłusawa
  - Drozdawa
  - Dubawoje
  - Kazłowa
  - Pahoscik
  - Pahost
  - Panizouje
  - Rahazina
  - Roski Sialec
  - Zadrouje
  - Zajcawa
  - Zasiekli
  - Żalezniaki